# アクションピザッツDX
『アクションピザッツDX』（ACTION PIZAZZ DX、アクションピザッツディーエックス）は、双葉社の発行していた成人向け（非成年指定）月刊漫画雑誌。
発売日は発行月号の前月7日。判型はB5判・中綴じ。

## 概要
2008年4月に創刊（創刊号は同年5月号）。創刊に際しては、本誌『アクションピザッツ』から多数の作品が移籍しており、当初の誌面はほぼ全面的に移籍作品による構成となった。表紙イラストに関しては、創刊以来一貫して彩画堂が専任で担当している。(2018年7月号を除く。)
関連する姉妹誌には、『アクションピザッツ』のほか、先行する派生誌として『アクションピザッツSP』や、不定期刊のピザッツDX増刊『アクションピザッツHB』、臨時増刊の『アクションピザッツC組』がある。2008年4月にピザッツ関連各誌はリニューアルを受け、『アクションピザッツDX』の創刊とともに、『アクションピザッツ』が隔週刊から月刊となり、増刊扱いだった『アクションピザッツSP』が独立創刊となった。公式サイトについてはこれら関連する姉妹誌の共用の総合サイトとなっている。
掲載作品の単行本化については、2011年までは同社「アクションコミックス」レーベルより刊行されていたが、2012年頃よりエンジェル出版「エンジェルコミックス」レーベルに移管され、2013年以降は掲載誌と単行本の版元が異なるのが常態となっている。
ゾーニングに関しては、従来は掲載誌と同じく「成年コミック」マークの指定がないのが原則だったが、2014年6月以降は「18未満」マークの適用が開始された。
2019年8月号をもって休刊。休刊時点で連載中の作品については『アクションピザッツ』に移籍し10月号より掲載される予定。

## 連載作品
- 哀ドル伝説きらりミ☆（画：うめ丸、作：山咲まさと）：2014年9月号 -
- あいにーじゅ（zen9）：2011年4月号 - 2012年2月号
- アナタと個・人・授・業♪（画：タ☆マ、作：RPGカンパニー2）：2010年12月号 - 2011年3月号 ※「アクションピザッツ」から移籍
- あなたのOL（かわもりみさき）：2008年5月号（創刊号） - 2011年6月号 ※「アクションピザッツ」から移籍
- あねかの（zen9）：2014年11月号 -
- E・S・P![注 2]（尾崎晶）：2014年4月号 -
- 淫乱女医 潮田吹子（中本哲哉）：2010年4月号 - 2013年12月号
- えろイトコ。（ゆずぽん）：2014年12月号 - ※隔月連載
- 縁切り本舗（前田千石）：2008年5月号（創刊号） - 同年12月号 ※「アクションピザッツ」から移籍
- 奥さんと彼女と♥（かわもりみさき）：2014年11月号 -
- お好きにせめて…（宮田えつこ）：2008年5月号（創刊号） - 2009年11月号 ※「アクションピザッツ」から移籍
- 夫にナイショで味見して♥（usi）：2014年3月号 -
- お姉さんとあそぼー（原シゲオ）：2013年8月号 - 2014年12月号 ※隔月連載
- オモチャのあたし（矢凪まさし）：2013年9月号 - 2014年6月号
- 女たちのセックス図鑑（ともだ秀和）：2008年5月号（創刊号）・同年6月号・同年8月号（全3回）
- 勘弁してよ!?お嬢様っ（矢凪まさし）：2015年3月号 -
- 紀元前1万年のオタ（ながしま超助）：2013年11月号 -
- きもちいいくに（ながしま超助）：2008年5月号（創刊号） - 同年9月号 ※「アクションピザッツ」から移籍
- ケーケン! 小鳥遊ルリのエロまんが道（ちゃんぽん雅）：2012年10月号 - 2013年6月号
- 契約★彼女（さかきなおもと）：2013年9月号 - 2014年7月号
- こあびた（zen9）：2008年6月号 - 同年11月号 ※不定期掲載（全4回） ※「アクションピザッツ」から移籍
- こちら独身マドンナ寮（牧部かたる）：2014年5月号 - 2015年1月号 ※不定期掲載（全4回）
- 3姉妹のオモチャ（ほんだありま）：2014年10月号 -
- 残念ガールs（矢凪まさし）：2014年7月号 - 2015年2月号
- 白黒ロワイヤル（もずや紫）：2013年7月号 - 同年11月号 ※隔月連載（全3回）
- 退屈な午後の過ごし方（zen9）：2013年12月号 - 2014年9月号
- 天才女医 桐島キリ子（中本哲哉）：2008年6月号 - 2010年3月号
- 天使におまかせ（タカスギコウ）：2008年5月号（創刊号） - 同年9月号 ※「アクションピザッツ」から移籍
- 年下パパと年上娘（ちゃんぽん雅）：2014年6月号・2015年2月号・2015年4月号（全3回）
- にじいろおねえさん（品川ハム）：2015年5月号 -
- 猫宮くんはちょっと変!?（まりぴょん）：2015年4月号 ※隔月連載
- バーディバディGO!!（尾崎晶）：2010年11月号 - 2012年9月号
- 母と姉と僕と（ちゃんぽん雅）：2008年5月号（創刊号） - 2009年3月号 ※「アクションピザッツ」から移籍
- パパはちんぐる（多田イサム）：2009年4月号 - 2012年4月号、2015年2月号 - ※不定期掲載
- 人妻アナウンサー ナマ本番[注 3]（尾崎晶）：2010年1月号 - 同年11月号
- 人妻爆乳アナウンサー由里子さん♥（尾崎晶）：2009年4月号 - 同年12月号
- 人妻結び（ほんだありま）：2013年11月号 - 2014年8月号
- 人妻マンション楓（ちゃんぽん雅）：2011年1月号 - 2012年8月号
- ひめか先生の言う通り!（かわもりみさき）：2011年8月号 - 2012年4月号
- 双母 TWINS MOTHER（ちゃんぽん雅）：2009年4月号 - 2010年11月号
- ほっとけないの（原茂之）：2008年5月号（創刊号） - 2009年2月号 ※不定期掲載（全6回）
- ママがアイドル!?[注 3]（尾崎晶）：2013年6月号 - 2014年2月号
- みあき♥ひたむき（梅谷ケンヂ）：2008年5月号（創刊号） - 2012年10月号 ※「アクションピザッツ」から移籍
- 水瀬織江21歳（zen9）：2009年2月号 - 2010年9月号
- 未来で熟女と!（牧部かたる）：2015年3月号 - ※隔月連載
- もりあげ7（ほんだありま）：2012年5月号 - 2013年9月号
- ラキ+クリ LuckyClinic（尾崎晶）：2012年8月号 - 2013年4月号
- ラブクロス[注 4]（かわもりみさき）：2013年3月号 - 2014年9月号
- リラ+クリ RewriteClinic（尾崎晶）：2011年11月号 - 2012年7月号
- 恋愛観光。[注 5]（ゆずぽん）：2014年2月号 - 同年9月号
- ゆのこい〜恋に効く秘湯温泉旅館〜（さかきなおもと）：2014年9月号 - 2014年11月号 ※短期集中連載（全3回）

## 関連誌
- アクションピザッツ（月刊：前々月21日発売） - 1991年に創刊。創刊当時は隔週刊、2008年に月刊化。
- アクションピザッツSP（月刊：前々月28日発売） - 2004年4月に創刊（同年5月28日増刊号）。当初はアクションピザッツ増刊扱い。2008年4月に独立創刊。
- アクションピザッツHB（不定期刊：15日前後発売） - 2013年2月に創刊（同年3月号）。アクションピザッツDX増刊扱い。
- アクションピザッツC組 - 2015年1月14日に1冊のみ出版された。アクションピザッツDX臨時増刊扱い[3]。